# Paola Frassinetti
Paula Frassinetti (Génova, 3 de marzo de 1809 - Roma, 11 de junio de 1882) fue una religiosa italiana, fundadora de la congregación de las Hermanas de Santa Dorotea. En 1984 fue proclamada santa por el papa Juan Pablo II.

## Biografía
Paula Frassinetti recibió el bautismo el mismo día de su nacimiento en la parroquia de San Esteban de Génova, su ciudad natal.
Nace después de José y Francisco. Paula crece serena en la casa paterna, que se verá alegrada después con el nacimiento de Juan y Rafael. Su madre es el ejemplo más vivo de virtud y la pequeña se abre delicadamente a la gracia divina que obra en ella maravillas. Según el plan de Dios, Ángela, su buena madre no tendrá tiempo de ver los proyectos de Dios sobre su hija. Morirá dejando a Paula, todavía en la edad del juego, al cuidado de la casa. Son días de desorientación y dolor. Paula tiene 9 años.
No se ahorra fatigas y tiene con su padre, Juan Bautista, y con sus hermanos atenciones amorosas y delicadas, que le exigen no pocas renuncias y sacrificios.
Su Primera Comunión y el sacerdocio de su hermano José son momentos de profunda reflexión para ella, que ya siente en su corazón la llamada divina.
En la familia aprende a leer y a escribir y recibe la base de su formación. Su hermano José, avanzado ya en los estudios de Teología, le habla de las cosas de Dios y Paula escucha y acoge la palabra De Dios. Percibe la llamada para seguir más de cerca al Señor y en ella resuenan profundamente las palabras del Maestro: «Quién ama a su padre y a su madre más que a mí, no es digno de mí».
Pero... hay un pero. Su padre no está de acuerdo: ¿Qué hará sin su Paulina? Y Paula se ve obligada a acallar ese deseo, esperando la hora de Dios. Y llega la ocasión.
A los 19 años experimenta un momento de cansancio dado el ritmo de vida agobiante al tener que desempeñar el papel de madre en la familia.
Su hermano Don José, ya Párroco de un pueblecito de la costa ligur la hospeda durante algún tiempo. El aire puro de Quinto es un buen remedio para su salud delicada. La vida en la parroquia es para ella un campo de aprendizaje de obras de bien, y poco a poco, con su cordial afabilidad atraerá a las jóvenes de aquel lugar. Todos los domingos van al campo a hablar de Dios. Los encuentros se repiten con frecuencia y el diálogo se extiende a otras jovencitas. Paula les revela el secreto de una vida dedicada totalmente al Señor y descubre sus aptitudes y su vocación de educadora. En torno a ella se forma un grupo comprometido que vive en comunión de amor. En su mente se clarifica la idea de un nuevo Instituto: así se lo confía a su hermano D. José.
Pronto, a pesar de los obstáculos y sufrimientos, el ideal será realidad. Son seis las compañeras que superan los primeros momentos, tan difíciles. Paula está decidida. En el signo de la cruz está el comienzo de su obra, aquella cruz que ella amará durante toda su vida y que le hará exclamar: «Quien más se sacrifica, más ama».
Así, el 12 de agosto de 1834, en el Santuario de San Martino in Albaro, siete jóvenes ofrecen su vida a Dios. La Misa la celebra su hermano D. José que las había preparado para ese paso tan importante. Son felices; pocas horas después, pondrían la primera piedra de su Instituto; comenzarían a vivir en comunidad, apoyándose en la única riqueza: Jesucristo. En realidad, no tienen nada, son pobres en la casita de Quinto que han elegido como primera morada.
Abren una Escuela para las niñas más pobres y así tienen que trabajar aún de noche, para sobrevivir. No falta el entusiasmo, y de ahí los primeros éxitos de la Escuela. Pero los caminos del Señor no son nuestros caminos: los sufrimientos representan para Paula la prueba de la Voluntad de Dios. El cólera infecta Génova y sus hijas están en primera fila para llevar ayuda y consuelo.
En 1835, un sacerdote de la región de Bérgamo, D. Lucas Passi, amigo de D. José, conociendo el celo apostólico de Paula, le propone acoger en su Instituto la Pía Obra de Santa Dorotea, fundada por él con el fin de acercarse a los jóvenes más pobres y necesitados en su ambiente de vida y trabajo. Paula percibe en la originalidad de esa obra su línea educativa y la dimensión apostólica de su consagración y por eso no duda en integrarla en las actividades de su Instituto. Sus hijas no se llamaran ya «Hijas de la Santa Fe» sino Hermanas de Santa Dorotea.
Es un momento importante para la vida de aquella comunidad que ve concretarse su inspiración original: «estar planamente disponibles en las manos de Dios para evangelizar a través de la educación, dando preferencia a los jóvenes y a los más pobres».
Surgen nuevas casas en Génova y después en el centro de la cristiandad. Apenas siete años después de la fundación, el 19 de mayo de 1841, Paula se encuentra en Roma, acompañada de dos novicias. También aquí surgen nuevas dificultades: la primera casa tiene dos pequeñas habitaciones situadas sobre un establo en el callejón de los Santos Apóstoles. Paula acepta todo, le espera una gran recompensa: será recibida por el Papa Gregorio XVI que se complace en la labor de sus Doroteas. Es feliz: le ha hablado el Señor.
Las incomodidades y los sufrimientos aumentan: pobreza y enfermedades afligen a aquellas heroicas hermanas que no tienen una moneda para sus necesidades.
En 1844 el Papa confía a Paula la dirección del Conservatorio de Santa María del Refugio, en San Onofrio. La madre con dulzura y caridad da al ambiente un nuevo aspecto y una orientación decisiva para el futuro de la Institución. Por su presencia en ella, la casa de San Onofrio será la sede generalicia.
El 1846, un espíritu antirreligioso, más que un pensamiento político invade Italia. En Génova son perseguidas también las Doroteas. Las hijas de Paula viven momentos de fuerte persecución. La tempestad llega también a Roma: Pío IX, sucesor de Gregorio XVI, se ve obligado a refugiarse en Gaeta. Cardenales, Obispos y Prelados se alejan de la capital. Paula permanece sola al frente de una comunidad numerosa y con fe intrépida supera aquellos momentos dramáticos.
La borrasca se calma. Es el año 1850. Paula obtiene la tan deseada audiencia con Pío IX, que para ella es como un padre. Va a Gaeta empujada por el gran amor al Papa y a la Iglesia, recordando así el gesto de Santa Catalina de Siena.
Comienza la última etapa de la vida de la Fundadora, que podemos definir como el periodo de la gran expansión, puesto que el Instituto, además de consolidarse en Liguria y en los Estados Pontificios, extiende su obra al resto de Italia y del mundo. De hecho surgen en Roma varios Centros educativos y Paula inicia los trámites para abrir una casa en Nápoles, un internado en Bolonia y un orfanato en Recanati.
En 1866 marchan las primeras hermanas misioneras a Brasil. En el mismo año otra meta prometedora: Portugal.
Paula anima a sus hijas:  «El Señor os llene de su Espíritu y os convierta en otras tantas llamas ardientes que donde tocan encienden el fuego del amor de Dios», les dice.
Las dificultades no cesan en el camino de los santos. Paula es una mujer de gran fe  «El Señor nos quiere apoyadas sólo en El y si tuviéramos un poco más de fe, cuanto más tranquilas estaríamos en medio de las tribulaciones».
Vive el abandono completo a la Voluntad de Dios «única perla que debemos buscar» - dice ella - y que constituye su paraíso: «Voluntad de Dios, eres mi paraíso».
En 1878 muere Pío IX, el Papa que en sus numerosos encuentros con la Fundadora, tuvo siempre palabras de estima y de aliento para su obra apostólica.
Paula siente que su ajetreada vida terrena va a acabar. Son las primeras horas del 11 de junio de 1882. Está serena.
Su muerte es dulce, tranquila y deja entrever los tesoros de su vida. Invoca a la Santísima Virgen a quien tanto ha amado siempre:  «Señora mía, recuerda que soy tu hija».
8 de junio de 1930, Paula es Beatificada!
11 de marzo de 1984: hoy las campanas de San Pedro repiten su toque festivo para anunciar que Paula es Santa.
El himno de fiesta llega a los confines del mundo donde las Doroteas trabajan por la gloria de Dios y la expansión de su Reino:
Europa: España, Inglaterra, Italia, Malta, Portugal y Suiza.
América del Norte: Estados Unidos.
América Latina: Brasil, Perú y Ecuador
África: Angola y Mozambique.
Asia: Taiwán.
Y Paula  «permanece viva en la Congregación a través del  espíritu profundo que la anima: buscar siempre y en todo  la mayor gloria de Dios en el mayor servicio a los hombres». (Cons. l).

## Culto
Beatificada por Papa Pío XI el 8 de junio de 1930, fue canonizada por Juan Pablo II el 11 de marzo de 1984, por lo tanto, es venerada como santa por la Iglesia católica que la celebra el 11 de junio o el 12 del mismo mes.
Su cuerpo incorrupto se puede ver bajo el altar de la Capilla de las Doroteas en la “Salita de Sant'Onofrio n 38" en Roma.